# Pinal County
Pinal County ist ein County in Arizona der Vereinigten Staaten. Das Pinal County ist Teil der Metropolregion Phoenix.

## Geschichte
Das County wurde am 1. Februar 1875 gebildet.

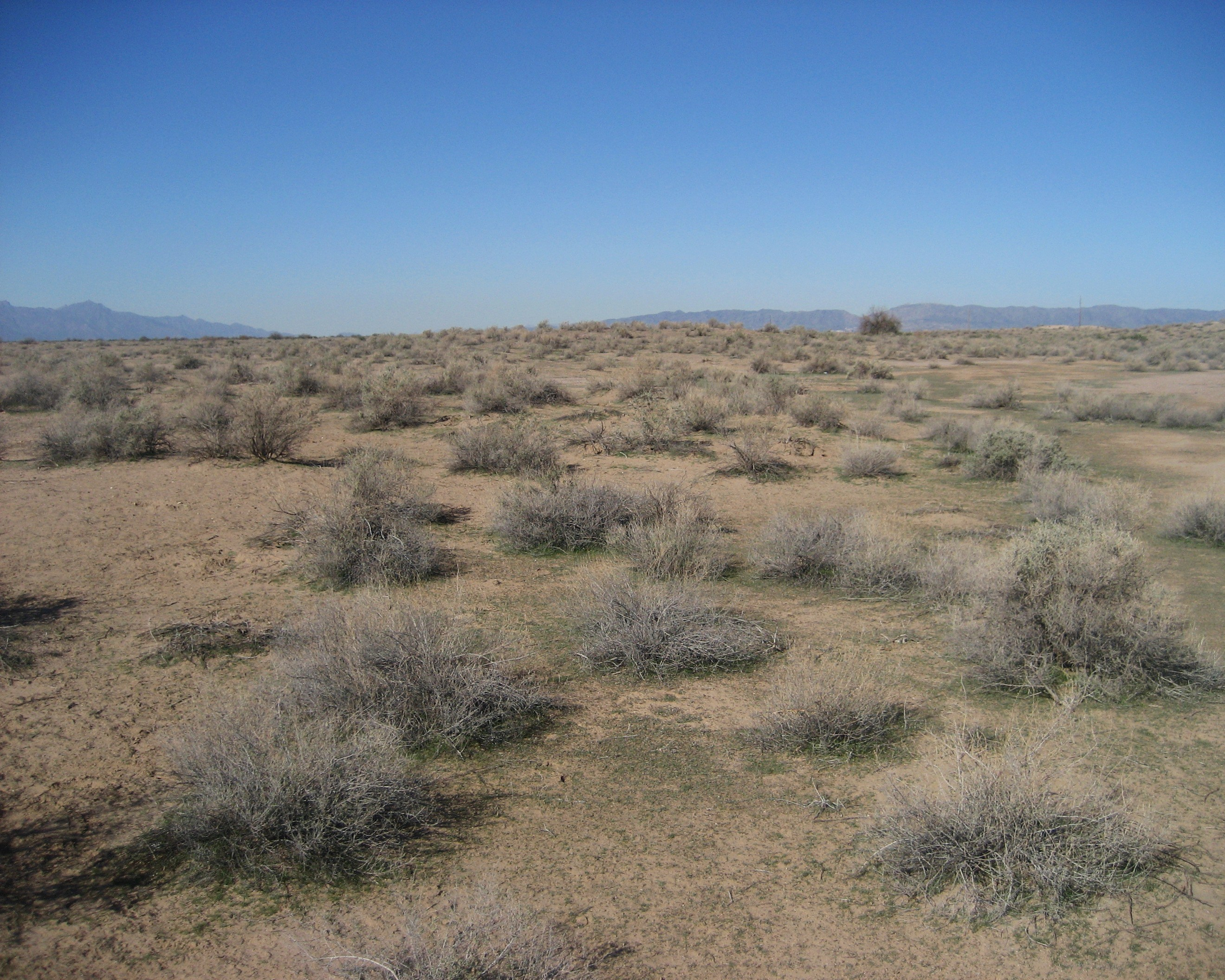
Das Hohokam Pima National Monument (hier mit abgedeckten Ruinen), auch als Snaketown bekannt, ist seit April 1964 als National Historic Landmark anerkannt.

107 Bauwerke, Stätten und historische Bezirke (Historic Districts) des Countys sind im National Register of Historic Places („Nationales Verzeichnis historischer Orte“; NRHP) eingetragen (Stand 4. Februar 2022), darunter hat das Hohokam Pima National Monument den Status eines National Historic Landmarks („Nationales historisches Wahrzeichen“).

## Demografische Daten

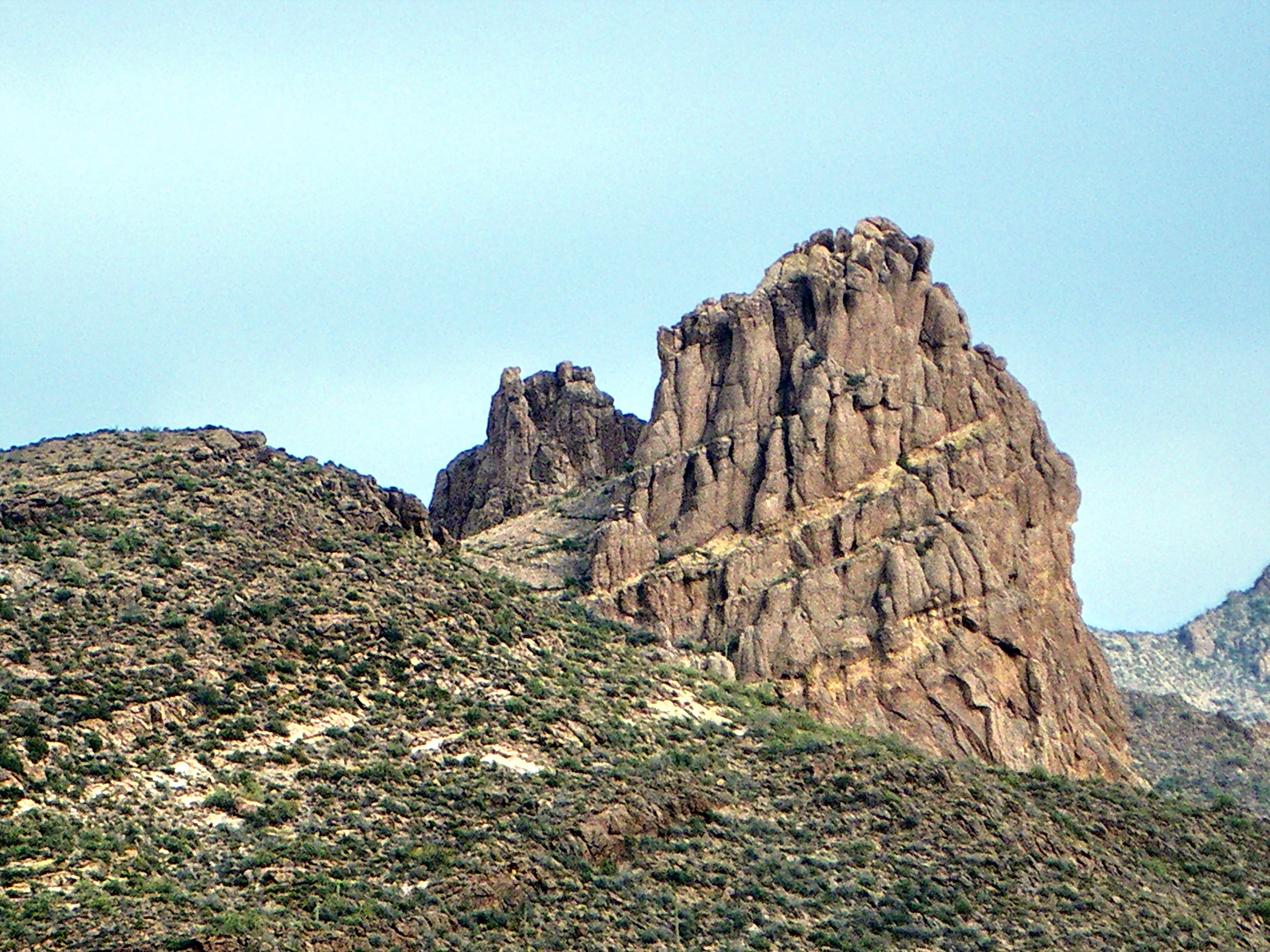
Blick vom Bluff Spring Trail auf Miner’s Needle

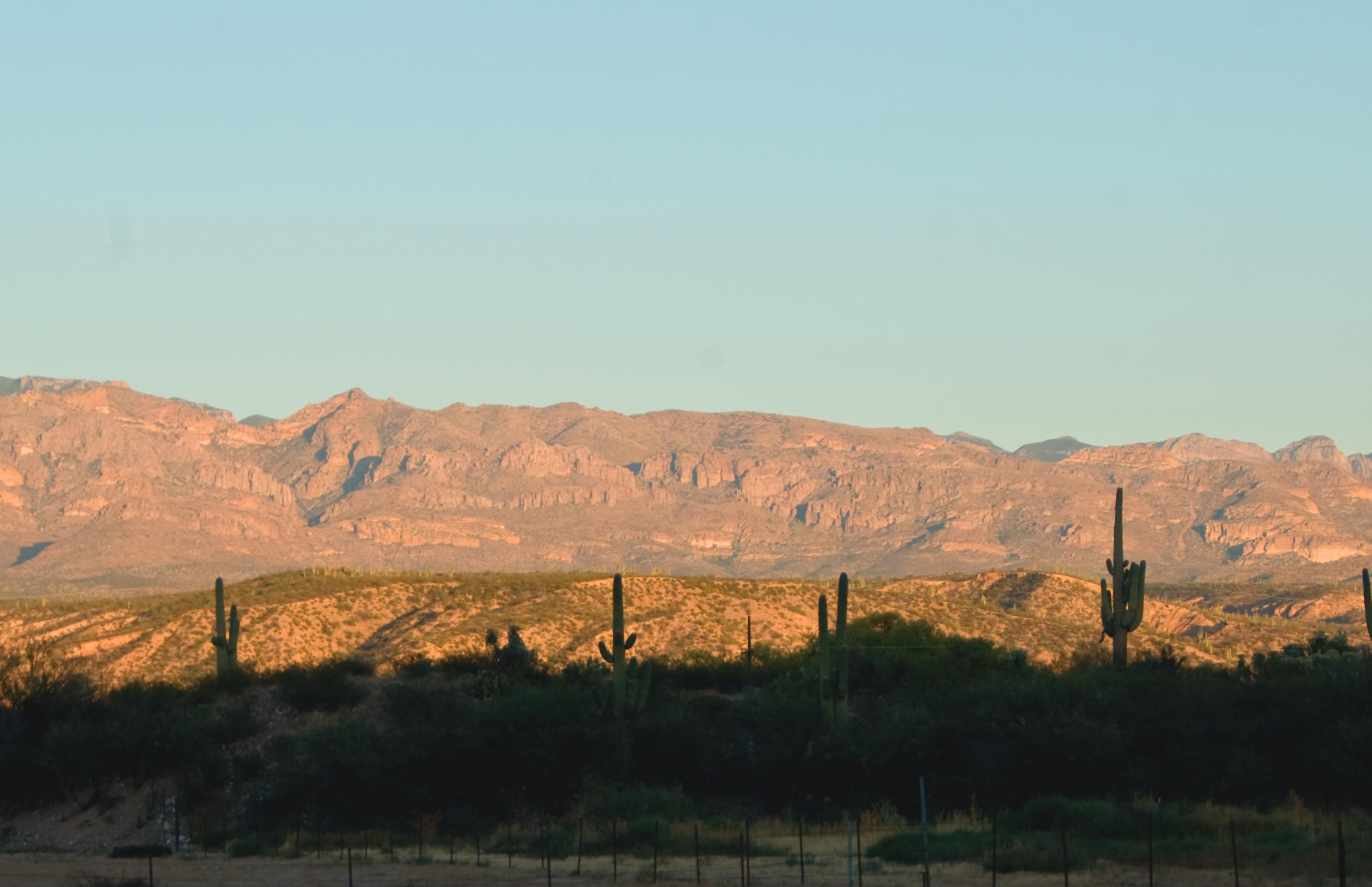
Die Galiuro Mountains

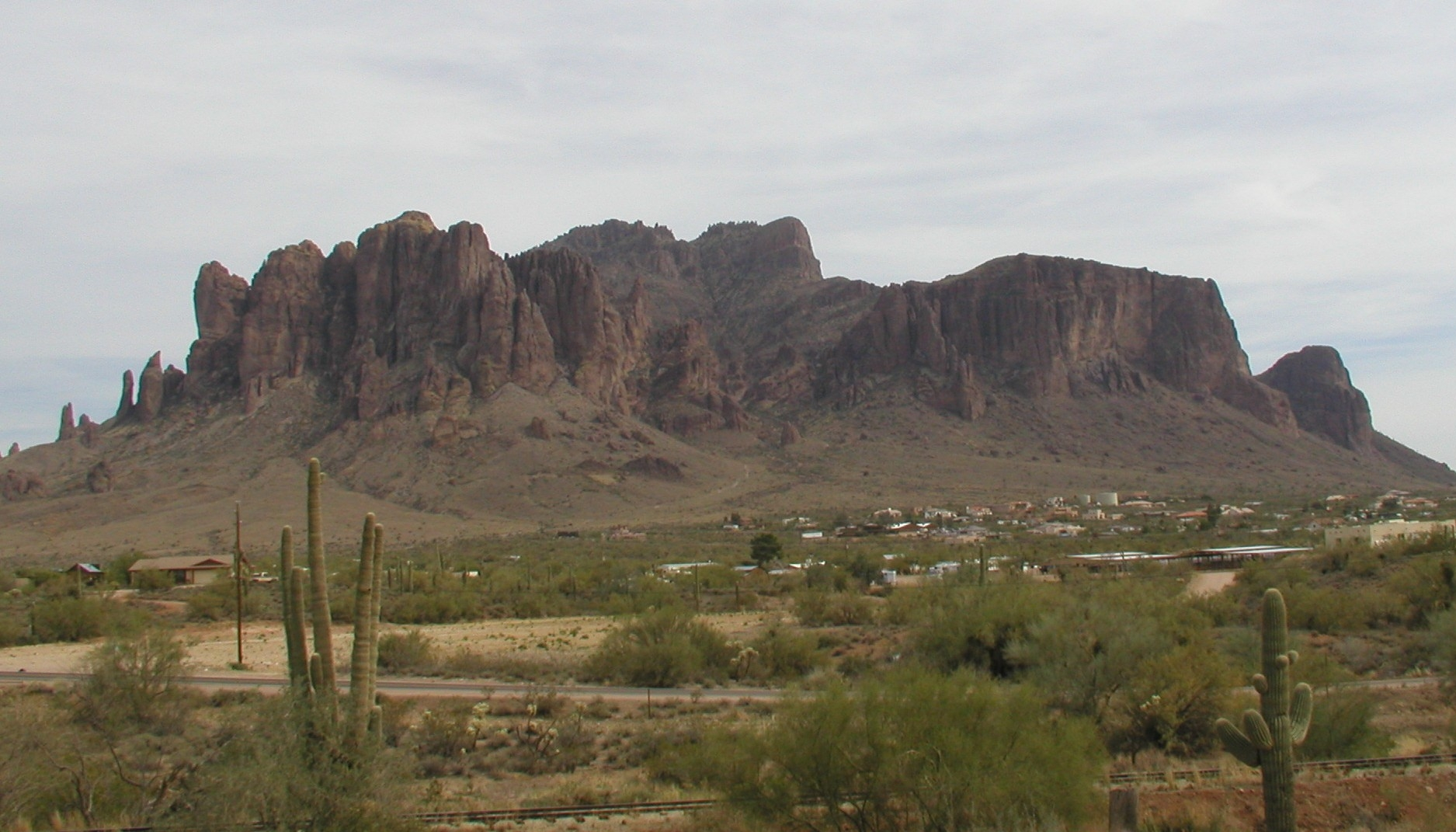
Der Superstition Mountain

Nach der Volkszählung im Jahr 2010 lebten im Pinal County 375.770 Menschen. Es gab 61.364 Haushalte und 45.225 Familien. Die Bevölkerungsdichte betrug 13 Einwohner pro Quadratkilometer. Ethnisch betrachtet setzte sich die Bevölkerung zusammen aus 70,42 Prozent Weißen, 2,76 Prozent Afroamerikanern, 7,81 Prozent amerikanischen Ureinwohnern, 0,60 Prozent Asiaten, 0,08 Prozent Bewohnern aus dem pazifischen Inselraum und 15,66 Prozent aus anderen ethnischen Gruppen; 2,67 Prozent stammten von zwei oder mehr Ethnien ab. 29,86 Prozent der Bevölkerung waren spanischer oder lateinamerikanischer Abstammung.
Von den 61.364 Haushalten hatten 29,8 Prozent Kinder und Jugendliche unter 18 Jahre, die bei ihnen lebten. 56,9 Prozent waren verheiratete, zusammenlebende Paare, 11,5 Prozent waren allein erziehende Mütter, 26,3 Prozent waren keine Familien. 21,1 Prozent waren Singlehaushalte und in 9,2 Prozent lebten Menschen im Alter von 65 Jahren oder darüber. Die Durchschnittshaushaltsgröße betrug 2,68 und die durchschnittliche Familiengröße lag bei 3,09 Personen.
Auf das gesamte County bezogen setzte sich die Bevölkerung zusammen aus 25,1 Prozent Einwohnern unter 18 Jahren, 8,7 Prozent zwischen 18 und 24 Jahren, 27,3 Prozent zwischen 25 und 44 Jahren, 22,7 Prozent zwischen 45 und 64 Jahren und 16,2 Prozent waren 65 Jahre alt oder darüber. Das Durchschnittsalter betrug 37 Jahre. Auf 100 weibliche Personen kamen 114,2 männliche Personen, auf 100 Frauen im Alter ab 18 Jahren kamen statistisch 117,0 Männer.
Das jährliche Durchschnittseinkommen eines Haushalts betrug 35.856 USD, das Durchschnittseinkommen der Familien betrug 39.548 USD. Männer hatten ein Durchschnittseinkommen von 31.544 USD, Frauen 23.726 USD. Das Prokopfeinkommen betrug 16.025 USD. 16,9 Prozent der Bevölkerung und 12,1 Prozent der Familien lebten unterhalb der Armutsgrenze. 25,5 Prozent davon waren unter 18 Jahre und 8,7 Prozent waren 65 Jahre oder älter.

## Orte im Pinal County
Im Pinal County liegen 12 Gemeinden, davon fünf Cities und sieben Towns. Zu Statistikzwecken führt das U.S. Census Bureau 32 Census-designated places, die dem County unterstellt sind und keine Selbstverwaltung besitzen. Diese sind wie die Unincorporated Communities gemeindefreies Gebiet.
Cities
| - Apache Junction 1 - Casa Grande - Coolidge | - Eloy - Maricopa |

Towns
| - Florence - Kearny - Mammoth - Marana 2 | - Queen Creek 1 - Superior - Winkelman 3 |

Census-designated places
| - Ak-Chin Village - Arizona City - Blackwater - Cactus Forest - Campo Bonito - Casa Blanca - Chuichu | - Dudleyville - Gold Canyon - Goodyear Village - Kohatk - Lower Santan Village - Oracle - Picacho | - Queen Valley - Red Rock - Sacate Village - Sacaton - Sacaton Flats Village - Saddlebrooke - San Manuel | - Santa Cruz - San Tan Valley - Stanfield - Stotonic Village - Sweet Water Village - Tat Momoli - Top-of-the-World 3 | - Upper Santan Village - Vaiva Vo - Wet Camp Village |

andere Unincorporated Communities
| - Arizola - Avra - Bapchule - Barkerville - Blake Place | - Bon - Borree Corner - Branaman - Burns - Kelvin | - Randolph - Ray Junction - Reymert - Riverside - Santan |

Geisterstädte
| - Adamsville - Barcelona - Cochran | - Ray - Sonora - Tiger |

## Reservate und Parks
| - Coronado National Forest (partiell) - Tonto National Forest (partiell) - Casa Grande Ruins National Monument - Hohokam Pima National Monument - Ironwood Forest National Monument (partiell) - Sonoran Desert National Monument (partiell) | - Boyce Thompson Arboretum State Park - Lost Dutchman State Park - McFarland State Historic Park - Oracle State Park - Picacho Peak State Park |